# Elegia similella
Elegia similella là một loài bướm đêm thuộc họ Pyralidae. Loài này có ở hầu hết châu Âu. Các môi trường sống bao gồm đất trồng cây trưởng thành và công viên lâu năm.
Sải cánh dài 19–22 mm. Con trưởng thành có cánh trước tối màu và một dải rộng ngang. Chúng bay từ tháng 6 đến tháng 7 và thường ở trên cây cao.
Ấu trùng ăn các loài Quercus.